# Magistrats romains
 (décembre 2014).
Les magistrats sont, dans l'antiquité romaine, des personnalités politiques.
Leurs nombres et rôles varient beaucoup selon la période : 
- Durant la Monarchie romaine, le roi est le seul magistrat. Il est assisté par deux questeurs qu’il a nommés, ainsi que d’autres assistants pour diverses tâches. Quand il meurt, un interrex (interroi) préside le Sénat et les assemblées jusqu’au choix d’un nouveau roi.

- Sous la République, la branche exécutive est composée aussi bien de magistrats ordinaires qu'extraordinaires. Chaque magistrat ordinaire est élu par une des deux principales assemblées. Les deux plus hauts rangs de magistrats ordinaires, les consuls et les préteurs, détiennent l’imperium (mot latin pour « commandement suprême »). L’imperium autorise un magistrat à commander des forces militaires. Les consuls détiennent un plus haut niveau d’imperium que les préteurs. Le principal magistrat extraordinaire, le dictateur, est nommé avec l’aval du Sénat.

- Avec l'avénement de l'Empire, les vieilles magistratures républicaines (dictature, consulat, préture, censure, édilité, questure et tribunat) sont en partie abandonnées, le reste perdant tout pouvoir. L’empereur devient le maître de l’État. L’arrivée de l’Empire est équivalente à la restauration de l’ancienne monarchie. L'empereur détient un pouvoir incontesté, le Sénat redevient simple conseiller sans pouvoir et les assemblées totalement impuissantes.

## Magistrats de la Monarchie romaine
(septembre 2012).
Pendant la Monarchie romaine, le roi est le seul magistrat. Son pouvoir, en pratique, est absolu. Le roi peut avoir plusieurs assistants. Quand un roi meurt, un interrex est nommé pour faciliter l’élection d’un nouveau roi.

### Roi de Rome
Le roi cumule les pouvoirs exécutif, religieux, judiciaire et législatif. Il est également le seul commandant en chef des armées.
Le roi de Rome est techniquement élu par le peuple de Rome. Néanmoins, en pratique, c’est le Sénat qui détient réellement le pouvoir d’élire un nouveau roi.
La période entre la mort d’un roi et l’élection de son successeur est appelé l’interregnum<. Durant cette période, le Sénat choisit un interrex. Celui-ci nomme alors un prétendant au trône, ce choix étant soumis au vote du Sénat. Si le Sénat vote en faveur de ce prétendant, celui-ci se présente aux élections officielles, c'est-à-dire au vote du peuple par l’intermédiaire des comices curiates (assemblée populaire). Après que le prétendant est élu par les comices curiates, le Sénat ratifie l’élection usant de son auctoritas patrum. L’interrex déclare alors le prétendant comme nouveau roi.
Le nouveau roi prend ensuite les auspices, et est investi de l’imperium par application de la lex curiata de imperio par les comices curiates.
Selon Salluste, l’imperium que possède le roi (consécutif à l’application de la lex curiata de imperio par les comices curiates) est connu sous le nom d’imperium legitimum. Cela signifie probablement que la seule limite imposée au roi est qu’il respecte le mos maiorum. Dans la pratique, cela n’entraîne aucune réelle restriction de pouvoir.
Parfois, le roi accepte des restrictions de son pouvoir. Typiquement, le roi voudra qu’une déclaration de guerre soit ratifiée par les comices curiates avant de s’engager. Une telle ratification n’est pas nécessaire, mais assure au roi le soutien du peuple (qui combattra dans cette guerre).

### Assistants du roi
Plusieurs officiers peuvent être choisis pour assister le roi.
Quand le roi quitte la ville, un substitut (le praefectus urbi ou « préfet de la ville ») dirige la ville à la place du roi absent. Le roi a également deux questeurs (quaestores parricidii) comme assistants généraux. Plusieurs magistrats, connus comme duumviri perduellionis, assistent le roi pour les cas de trahison. Pendant une guerre, le roi délègue occasionnellement le commandement de la cavalerie au tribunus celerum.

### Interrex
Quand le roi (du latin rex) meurt, ses pouvoirs sont transférés au Sénat. La période suivant la mort du roi, qui s’achève par l’élection de son successeur, est appelée l’interregnum. Quand un interregnum commence, un interrex est nommé.
La méthode selon laquelle le premier interrex est choisi pour un interregnum donné reste inconnue. Néanmoins, ce que l’on sait, c’est que chaque interrex doit libérer son poste après cinq jours et nommer un successeur jusqu'à ce qu'un roi soit élu.
La seule différence entre le roi et l’interrex reste la durée limitée de sa prise du pouvoir. L’interrex possède les mêmes pouvoirs que le roi. Bien qu’ils servent à faciliter la transition d’un roi à l’autre, les pouvoirs de l’interrex ne se limitent pas à cette seule tâche.

## Magistrats de la République romaine

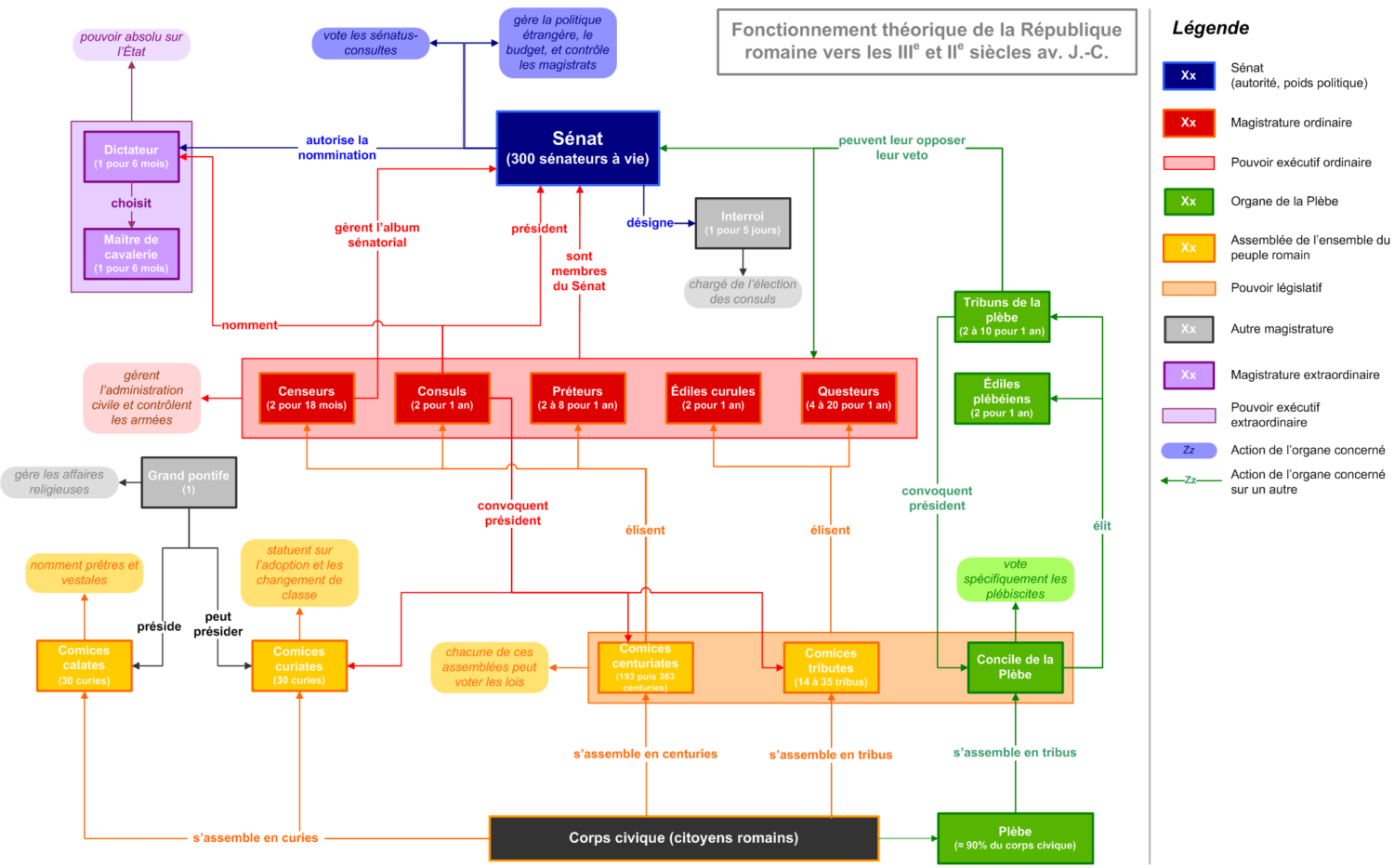
Fonctionnement théorique de la République romaine vers les

Chaque magistrat romain (magistratus) est investi d’une partie plus ou moins importante du pouvoir, et ainsi tous les magistrats ont un certain rang de pouvoir (maior potestas ou « pouvoirs majeurs »). Les dictateurs possèdent plus de pouvoirs que n’importe quel autre magistrat. Chaque magistrat peut seulement bloquer par son veto une action prise par un magistrat de rang égal ou inférieur au sien. Par conséquent, aucun magistrat ne peut mettre son veto aux décisions du Sénat ou des assemblées.
Comme les tribuns de la plèbe et les édiles plébéiens ne sont pas à proprement parler des magistrats, ils ne sont pas concernés par la répartition des « pouvoirs majeurs ». En général, cela fait d’eux des magistrats indépendants des autres,. C’est la raison pour laquelle, par exemple, ils ne peuvent voir leurs actes bloqués par le veto des consuls. Les tribuns ne comptent pas sur leurs pouvoirs pour faire obstruction par un veto aux magistrats, comices et Sénat, mais sur la sacrosainteté de leur personne (intercessio). Si un magistrat, une assemblée ou le Sénat ne se conforment pas aux ordres d’un tribun, celui-ci, en usant de l’intercessio, peut bloquer cette action particulière. La moindre agression envers un tribun est considérée comme une offense capitale.
Chaque magistrat ordinaire peut faire obstruction (veto) à une action qui est prise par un magistrat d'un rang égal ou inférieur. Si cette obstrution se produit entre deux magistrats ayant les mêmes pouvoirs (comme deux préteurs), on appelle alors cela par potestas. Cette forme d'obstruction n'est pas un veto à proprement parler, mais une opposition pure et simple. Pour prévenir cela, les magistrats utilisent un principe d'alternance, allouant les responsabilités par le sort ou l'ancienneté, ou donnant à certains magistrats le contrôle (provinciae) sur certaines fonctions. C'est la raison pour laquelle, par exemple, chaque consul tient les fasces pour un mois, puis les rend à son collègue le mois suivant, ainsi de suite.
Si cette obstruction se produit contre un magistrat ayant moins de pouvoir (tel un consul agissant contre un préteur), on appelle alors cela l’intercessio. Dans ce cas, le magistrat oppose son pouvoir supérieur (maior potestas) pour annuler les actes d'un magistrat inférieur.

### Pouvoirs des magistrats
Chaque magistrat républicain détient certains pouvoirs constitutionnels (potestas), qui comprennent l’imperium, la coercitio et l’auspicia (pouvoirs religieux). Ces pouvoirs sont équilibrés par plusieurs contraintes constitutionnelles, incluant la collégialité (collega), le droit des citoyens d’en appeler au peuple (provocatio) et une division constitutionnelle des pouvoirs (provincia). Seul le peuple de Rome (plébéiens et patriciens) a le droit de conférer ces pouvoirs à un magistrat.
Le plus important des pouvoirs constitutionnels est l’imperium. Il est détenu à la fois par les consuls et les préteurs. Défini de façon limitée, il donne simplement à un magistrat l’autorité nécessaire pour commander une force militaire. De façon plus générale, il donne au magistrat l’autorité constitutionnelle nécessaire pour commander que ce soit dans le domaine militaire, diplomatique, civil ou autre. L’imperium du magistrat est à son maximum lorsque le magistrat se trouve à l’étranger. Pendant qu’un magistrat se trouve en personne dans la ville de Rome, il peut avoir à abandonner complètement son imperium.
Tous les magistrats ont le pouvoir de coercitio, qui est utilisé pour maintenir l’ordre public, bien qu’à Rome tous les citoyens bénéficient d’une protection absolue contre la coercitio. Cette protection garantit le droit à l’appel au peuple (provocatio). La provocatio exige qu'on en appelle à un tribun. Comme aucun tribun ne peut conserver ses pouvoirs à l'extérieur de la ville de Rome, le pouvoir de coercitio est absolu hors de la ville de Rome.
Les magistrats ont à la fois le pouvoir et le devoir de lire les présages (auspicia). Un présage est un évènement qui est compris comme un signe envoyé par les dieux. Les auspices peuvent être utilisés pour faire obstruction aux ennemis politiques. En déclarant avoir été témoin d’un présage, un magistrat peut justifier sa décision de mettre fin à une réunion d’une assemblée législative ou du Sénat, ou sa décision de mettre son veto à un collègue.

### Limites des pouvoirs du magistrat
Les magistrats romains ont quelques restrictions à leurs pouvoirs. Trois de ces restrictions sont la collega, la provocatio et la provincia. Tant qu'un magistrat est dans la ville de Rome, la collega et la provocatio sont à leur maximum. Tant que le magistrat est à l'extérieur, la provincia est la principale restriction du pouvoir du magistrat. Les pouvoirs de ces derniers sont aussi limités par la durée de leur mandat (généralement un an).
L’une de ces restrictions est la collégialité (collega). Chaque magistrature est détenue de manière concurrentielle par au moins deux personnes de façon à minimiser les risques de tyrannie (et faciliter les successions). Par exemple, les consuls gouvernent toujours par paire.
Une autre restriction est la provocatio, précurseur du principe moderne de l’habeas corpus. Tout citoyen de Rome a un droit absolu de provocatio. Si un magistrat tente d’utiliser ses pouvoirs à l’encontre d’un citoyen (par exemple pour punir un citoyen d’un crime qu’il est présumé avoir commis), ce citoyen peut en appeler au peuple (provoco ad populum). Dans ce cas, un tribun intervient avec le pouvoir de secourir le citoyen. Souvent, le tribun amène le cas de justice devant une assemblée législative, un tribunal ou le collège des tribuns, pour prononcer le verdict final. La provocatio sert à contrôler le pouvoir de cœrcition (coercitio) des magistrats.
La provincia constitue un contrôle supplémentaire du pouvoir des magistrats. La provincia oblige à diviser les responsabilités. Par exemple, les gouverneurs de provinces ont chacun un pouvoir suprême sur leur province. En suivant le principe de la provincia, ces gouverneurs ne peuvent amener leur armée dans une autre province.
Une fois que le mandat annuel d’un magistrat expire, il doit attendre dix ans avant de pouvoir se présenter de nouveau à la même magistrature. Comme cela crée des problèmes pour certains magistrats (en particulier les consuls et préteurs), leur imperium peut être occasionnellement « prorogé ». Ils détiennent alors les mêmes pouvoirs (comme promagistrat) sans occuper officiellement la magistrature. En pratique, ils agissent comme gouverneurs provinciaux.

### Magistrats
Par définition, un magistrat (magistratus) est un individu qui est élu par le peuple de Rome (populus Romanus). À ce titre, ils sont considérés comme étant des représentants de tout le peuple de Rome. Chaque magistrat acquiert un degré de pouvoir (maior potestas).

#### Consuls
Le consul de la République romaine est le plus haut des magistrats ordinaires,. Le pouvoir suprême du consul est une conséquence du fait qu'aucun magistrat ordinaire ne détient un plus haut rang de maior potestas que le consul (autre que le censeur, qui n'a pas d’imperium). La maior potestas du consul est illustrée par douze licteurs qui accompagnent chaque consul. Chacun d’eux porte une hache cérémonielle connue sous le nom de faisceaux (fasces), qui symbolise le pouvoir de l’État à punir et exécuter.
Les consuls sont élus par les comices centuriates. Le mandat consulaire dure un an,, et chaque consul a toujours un autre consul comme collègue. Au fil des ans, un des consuls devient supérieur à son collègue. Ce surplus de pouvoir est échangé tous les mois entre les deux consuls. Celui qui a le plus de pouvoir pour un mois donné détient les faisceaux (fasces). Après la fin de son mandat, un consul doit attendre dix ans avant de se représenter au consulat.
Les consuls ont un pouvoir suprême à la fois en ce qui concerne les domaines civil et militaire. En fait, à Rome, c’est le consul qui détient les faisceaux qui est à la tête du gouvernement romain. La gestion du gouvernement est placée finalement sous l’autorité de ce consul. Il doit alors mettre en vigueur les lois promulguées par les assemblées et le Sénat qu’il préside,.
Le consul est également le chef de la diplomatie et doit faciliter les échanges entre les ambassades étrangères et le Sénat. Le consul est investi du plus haut niveau de l’imperium ordinaire. Alors qu’il se trouve à l’étranger, chaque consul commande une armée,. À ce moment, ni le Sénat, ni les assemblées, ni les tribuns ne peuvent s’opposer à lui. Si bien qu’à l’étranger, son autorité est quasi absolue.
Le premier consul à être nommé, après l'expulsion de Tarquin le Superbe, dernier roi de Rome, est Lucius Junius Brutus, neveu de Tarquin.

#### Préteurs
Les préteurs administrent les lois civiles et commandent les armées provinciales. Ils sont élus par les comices centuriates, pour un mandat annuel à l’instar des consuls. Quand les deux consuls se trouvent à l’extérieur de Rome, le préteur urbain gouverne la ville comme « consul-intérim ».
Certains préteurs (praetor urbanus) aident à la gestion du gouvernement central. Ils peuvent administrer les lois civiles ou agir en tant que juge dans les tribunaux. D’autres préteurs ont des responsabilités dans les affaires étrangères. Souvent, ces derniers agissent en gouverneurs de provinces.

#### Censeurs
Tous les cinq ans (un lustrum), deux censeurs sont élus par les comices centuriates pour un mandat de dix-huit mois. Après leur élection, les comices centuriates leur attribuent les pouvoirs censoriaux (en votant la lex potestate de censoria).
Les censeurs ne détiennent pas l’imperium et ne peuvent donc convoquer ni le Sénat ni aucune assemblée législative. Bien qu'ils possèdent des chaises curules, ils ne détiennent aucun faisceau (fasces) et ne sont pas accompagnés de licteurs. Comme ils occupent théoriquement un rang plus élevé que les consuls (et donc plus élevé que toutes les magistratures ordinaires), leurs décisions ne peuvent être bloquées que par le veto d’un autre censeur ou d’un tribun. Les censeurs n'agissent généralement pas ensemble, mais un censeur a besoin de l'accord de son collègue pour réduire le statut d'un citoyen lors du recensement.
Pendant qu’ils occupent la censure, ils mènent à bien un recensement qui leur permet d’intégrer des citoyens dans le Sénat ou de les en expulser. Ils doivent mettre à jour la liste des citoyens et de leurs biens dans la ville, ce qui les pousse à connaître certains détails de leurs vies. Ces enquêtes conduisent parfois les censeurs à agir contre un citoyen pour le punir de diverses fautes morales. De telles fautes comprennent la banqueroute et la lâcheté. Comme sentence (« censure »), le censeur peut frapper le citoyen d’une amende ou vendre ses biens.
Une fois que le recensement est complété, le censeur dirige une cérémonie religieuse, le lustrum, qui valide le résultat du recensement.

#### Édiles
Les édiles sont des magistrats qui s’occupent des affaires domestiques dans Rome. Les comices tributes, sous la présidence d’un consul, élisent deux édiles curules pour un mandat annuel. Bien que les édiles curules ne détiennent pas de faisceaux (fasces), ils occupent une chaise curule.
Ils bénéficient de larges pouvoirs concernant les affaires quotidiennes dans la ville de Rome. Ils gèrent les marchés, les spectacles et les jeux. Ils s’occupent également de la conservation des bâtiments tels que les temples, les aqueducs et les égouts.

#### Questeurs
La magistrature de questeur est considérée comme celle de rang le plus bas. Les questeurs sont élus par les comices tributes pour un mandat annuel. Ils assistent les consuls dans Rome et les gouverneurs de provinces. Leurs tâches sont souvent d’ordre financier.

#### Tribuns et édiles plébéiens
Comme les tribuns et les édiles plébéiens ne sont élus que par les plébéiens, plutôt que par tout le peuple de Rome, ils ne sont pas techniquement des magistrats. Ils sont élus par le concile plébéien. À l’origine, la seule tâche d’un édile plébéien est d’assister le tribun. Néanmoins, au fil des ans, la distinction entre édiles plébéien et curule a disparu.
Puisque les tribuns sont considérés comme l’incarnation des plébéiens, ils sont sacrosaints. Leur sacrosainteté est renforcée par la promesse faite par les plébéiens de tuer quiconque portera atteinte au tribun durant son mandat. Tous les pouvoirs des tribuns dérivent de ce statut sacrosaint. Une conséquence évidente se traduit par le fait qu’il est considéré comme une offense capitale d’agresser un tribun, d’ignorer son veto ou de contrecarrer ses actions. Comme ils sont indépendants de tous les autres magistrats, ils ne peuvent voir leurs actions bloquées que par le veto d’autres tribuns.
La sacrosainteté du tribun (ainsi que tous les pouvoirs tribunitiens) prend seulement effet le temps que le tribun reste à Rome. Si celui-ci quitte Rome, les plébéiens ne peuvent plus appliquer leur serment.
Les tribuns ont l'autorité pour faire respecter le droit de provocatio. C'est une garantie théorique de la sécurité juridique et est un précurseur de notre propre habeas corpus. Si un magistrat menace de prendre des mesures contre un citoyen, ce citoyen peut crier provoco ad populum. Cela a pour effet de faire appel à un tribun de la décision d'un magistrat. Le tribun doit alors évaluer la situation et donner au magistrat son approbation avant que celui-ci puisse agir. Chaque mesure prise malgré une provocatio valide est un acte illégal.
Les tribuns peuvent utiliser leur sacrosainteté lorsqu’on maltraite physiquement un individu (comme lors d’une arrestation) et pour ordonner l’application de la peine capitale contre un individu qui se serait mis en travers de leur route. De plus, les tribuns peuvent s’interposer physiquement (intercessio) contre un magistrat, le Sénat ou une assemblée, cette action ayant le même effet qu’un veto. Si un magistrat, le Sénat ou une assemblée refusent de respecter le veto d’un tribun, ce dernier peut user de sa sacrosainteté comme protection et les forcer physiquement à s’y conformer.
En plus, les tribuns président le concile plébéien. Par conséquent, ils sont habilités à ouvrir et clore des séances, ainsi qu'à introduire des affaires devant le concile.

#### Dictateurs etsenatus consultum ultimum
En temps de guerre, lors de circonstances critiques pour la République romaine, un dictateur est nommé pour six mois. Le gouvernement est dissous après que le Sénat a promulgué un senatus consultum ultimum, autorisant les consuls à nommer un dictateur, qui devient alors le maître absolu de l’État pour six mois maximum. Il prend le pouvoir immédiatement et nomme un maître de cavalerie (magister equitum) agissant comme son principal lieutenant. Souvent, le dictateur se retire dès que le problème justifiant sa nomination est résolu, restaurant par la même le gouvernement tel qu’il était avant son arrivée.
Le dernier dictateur conventionnel est nommé en 202 av. J.-C. Après cette date, les cas d’extrême urgence sont gérés par le passage d’un senatus consultum ultimum, qui suspend le gouvernement civil et instaure la loi martiale (ou quelque chose d’analogue). En effet, cela investit les consuls des pouvoirs dictatoriaux.
Il y a plusieurs raisons pour que le Sénat commence à user du senatus consultum ultimum plutôt que de nommer un dictateur lors des cas d’extrême urgence après 202 av. J.-C. Pendant le IIIe siècle av. J.-C., une série de lois est ratifiée permettant un contrôle du pouvoir dictatorial. De plus, en 217 av. J.-C., une loi est promulguée qui donne aux assemblées populaires le droit de nommer les dictateurs, éliminant alors le monopole de l’aristocratie sur ce pouvoir.

### Synthèse
| Type de magistrature | Cursus Honorum | Magistrature        | Désigné par         | Chaise curule et Toge prétexte | Imperium | Auspice |
| -------------------- | -------------- | ------------------- | ------------------- | ------------------------------ | -------- | ------- |
| Extraordinaire       | ❌             | Interroi            | Sénat               | ✔️                             | ✔️       | Majeur  |
| Extraordinaire       | ❌             | Dictateur           | Consul              | ✔️                             | ✔️       | Majeur  |
| Extraordinaire       | ❌             | Maître de cavalerie | Dictateur           | ✔️                             | ✔️       | Majeur  |
| Ordinaire            | ❌             | Censeur             | Comices centuriates | ✔️                             | ❌       | Majeur  |
| Ordinaire            | ✔️             | Consul              | Comices centuriates | ✔️                             | ✔️       | Majeur  |
| Ordinaire            | ✔️             | Préteur             | Comices centuriates | ✔️                             | ✔️       | Majeur  |
| Ordinaire            | ✔️             | Édile crurule       | Comices tributes    | ✔️                             | ❌       | Mineur  |
| Ordinaire            | ✔️             | Édile plébéien      | Comices tributes    | ❌                             | ❌       | /       |
| Ordinaire            | ✔️             | Questeur            | Comices tributes    | ❌                             | ❌       | Mineur  |
| Ordinaire            | ❌             | Tribun de la plèbe  | Concile de la plèbe | ❌                             | ❌       | /       |

## Magistrats de l'Empire romain
Une distinction doit être faite entre le titre de « princeps » et celui d'« empereur ». Alors que le mot « empereur » dérive du titre honoraire d’« imperator », le mot lui-même n'apparaît sous sa forme moderne que lorsque Charlemagne est couronné « empereur » au VIIIe siècle. Le terme le plus approprié pour parler des premiers empereurs serait « princeps ». Ce terme signifie simplement « le premier citoyen ».
Sous l'Empire, la plupart des vieilles magistratures républicaines continuent d'exister. Néanmoins, elles deviennent rapidement impuissantes.

### Empereur (Princeps)
Théoriquement, le Sénat élit chaque nouvel empereur. En pratique, cependant, chaque empereur nomme son propre successeur. Après sa mort, il accorde ses pouvoirs légaux à son successeur (pouvoirs tribunitiens et imperium proconsulaire) qui sont théoriquement nécessaires pour qu'on le nomme empereur. Après la mort de l'empereur, c'est à l'armée de ratifier ou de rejeter son choix. Si un individu a le soutien de l'armée, le Sénat acquiesce sous l'apparence d'une élection indépendante.
Le rang légal sur lequel le pouvoir de l'empereur repose est son imperium proconsulaire et ses pouvoirs tribunitiens. Son imperium proconsulaire lui donne le pouvoir de commander l'armée romaine entière. Ses pouvoirs tribunitiens lui procurent tout pouvoir sur l'appareil civil à Rome et rend sa magistrature et sa personne sacrosaintes.

#### Pouvoirs consulaires et proconsulaires
En vertu de son imperium proconsulaire (imperium proconsulare), l'empereur détient le même rang d’imperium que les consuls. Cela lui confère le même degré d'autorité qu'ont détenu les consuls. Cependant, comme l'empereur n'est (quasiment) jamais un consul, il n'est pas régi par les restrictions constitutionnelles de cette magistrature. Par exemple, il n'est pas requis d'observer la collégialité (il n'a ainsi pas de collègue) et ces actes ne peuvent être bloqués par un veto.
Son imperium proconsulaire lui donne le commandement et l'autorité sur tous les proconsuls. Depuis que les proconsuls commandent chaque province, la plupart de l'armée romaine y cantonne. Ainsi, en commandant les proconsuls, l'empereur acquiert le commandement de la quasi-totalité de l'armée romaine.
Enfin, le rang d’imperium qui est accordé à l'empereur inclut des pouvoirs qui, sous la République, sont réservés au Sénat et aux assemblées. Cela inclut le droit de déclarer une guerre, de ratifier des traités et de négocier avec les nations étrangères.

#### Pouvoirs tribunitiens
Alors que l’imperium proconsulaire donne à l'empereur l'autorité sur l'appareil militaire romain, ses pouvoirs tribunitiens (potestas tribunicia) lui procurent des pouvoirs sur l'appareil civil romain. Il se peut que l'aspect le plus utile des pouvoirs tribunitiens soit son prestige. Ce prestige provient de l'histoire populaire de cette magistrature (le tribunat).
Ses pouvoirs tribunitiens donnent à l'empereur le rang légal de présider (et ainsi de dominer) les assemblées et le Sénat. Ils lui donnent aussi le droit de mettre son veto à tous les actes des assemblées populaires et du Sénat. Cependant, les assemblées perdent rapidement leurs pouvoirs, et une obstruction de la part du Sénat contre l'empereur est improbable.
Quand un empereur est investi des pouvoirs tribunitiens, sa magistrature et sa personne deviennent sacrosaintes. C'est une offense capitale de faire du mal (ou du mois essayer) à l'empereur. C'est aussi une offense capitale (punie de mort) de faire obstruction à l'empereur, ou de dire du mal de lui.

#### Pouvoirs supplémentaires
L'empereur a l'autorité pour réaliser les devoirs qui, sous la République, sont réservés aux censeurs ; notamment la collecte des taxes et le droit d'accorder des subventions publiques. Il peut aussi contrôler la moralité publique (censure) et effectuer un cens. Ayant le contrôle du cens, l'empereur a un contrôle absolu sur l'adhésion de membres au Sénat.
Il a le pouvoir de publier des edicta (« édits »), des decreta (« décrets »), et des rescripta (« rescrits »). Les edicta concernent généralement les affaires associées à l'armée, le trésor, ou le ravitaillement. Les decreta sont des décisions judiciaires. Les rescripta sont publiées en réponse à d'importantes questions posées par des citoyens privés.
Sous la République, l’aerarium Saturni (Trésor public du temple de Saturne) contient le trésor de l'État. Seul le Sénat en a le contrôle. Au début du principat, le Sénat garde un temps le contrôle sur l’aerarium Saturni, mais le perd cependant petit-à-petit. L'empereur Auguste établit deux nouvelles trésoreries. Celles-ci sont le fiscus Caesaris et l’aerarium militare. Le fiscus Caesaris remplace l’aerarium Saturni, et devient ainsi la principale trésorerie de Rome. Alors que l'empereur contrôle maintenant la trésorerie publique, il ne viole pas techniquement la tradition (comme s'il avait pris catégoriquement le contrôle de l’aerarium Saturni). L’aerarium militare est de moindre importance. Sa seule fonction significative est de contenir les fonds nécessaires pour payer les soldats.
L'empereur a aussi le contrôle sur les institutions religieuses<. En dominant tant les institutions politiques que religieuses, l'empereur devient le vrai maître de l'État.

### Magistratures républicaines sous l'Empire
Sous l'Empire, les citoyens sont divisés en trois classes. Celles-ci sont l'ordre sénatorial, l'ordre équestre et les plébéiens. Chaque citoyen peut faire carrière dans les services publics. Chacune de ces trois classes a des possibilités de carrières séparées (connues sous le nom de cursus honorum). Les magistratures de la vieille république sont seulement autorisées aux citoyens de la classe sénatoriale. Les magistratures de l'exécutif qui ont survécu à la chute de la République sont (par ordre de rang selon le cursus honorum) le consulat, la préture, le tribunat de la plèbe, la questure, l'édilité et le tribunat militaire.

#### Consuls
Pendant la transition de la République à l'Empire, les pouvoirs essentiels des consuls républicains sont transférés à l'empereur. En plus, on doit être nommé par l'empereur avant de se présenter à la moindre magistrature. Le résultat est la perte d'indépendance des consuls, et ainsi tant de ses pouvoirs que de son prestige. De plus, sous l'Empire, les consuls démissionnent souvent avant le terme de leur mandat, ce qui affaiblit d'autant plus le consulat. Ayant des consuls affaiblis, le Sénat lui-même perd de son influence et l'empereur devient de plus en plus puissant.
Après la chute de la République, les consuls n'ont aucun pouvoir réel. L'autorité (ainsi que le prestige) du consulat se dégrade et les consuls deviennent, en quelque sorte, des édiles de haut rang. Les consuls impériaux président le Sénat, peuvent agir comme juges dans certaines affaires criminelles, et contrôlent les jeux et démonstrations publics. En général, l'autorité consulaire ne s'étend pas au-delà de l'administration civile de l'Italie ou des provinces sénatoriales.

#### Préteurs
Un temps bref, les préteurs ont le contrôle du trésor. Le pouvoir des préteurs est alors à son apogée quand ils président aussi les quaestio perpetua (« cours de justice permanentes »). L'importance de la préture s'effondre quand l'empereur Hadrien publie un décret appelé edictum perpetuum. Ce décret prive la préture de son droit de publier des édits, et transfère la plupart des pouvoirs judiciaires aux consuls ou aux juges des cours provinciales.

#### Tribuns
Sous l'Empire, les tribuns restent sacrosaints. En théorie, ils gardent le pouvoir de convoquer (ou d'exercer leurs droits de veto sur) le Sénat et les assemblées. Les pouvoirs des tribuns sur les assemblées ne signifient plus rien depuis que les assemblées elles-mêmes n'ont plus de pouvoirs réels. La seule influence réelle des tribuns est de pouvoir mettre un veto à une décision sénatoriale. Les tribuns ont aussi le pouvoir de mettre des amendes et gardent leur pouvoir de provocatio.

#### Questeurs
Auguste divise le collège des questeurs en deux. Une partie sert dans les provinces sénatoriales. L'autre partie assiste l'administration du gouvernement central.
Un questeur est assigné à chaque province sénatoriale, hormis la Sicile qui en a deux, pour un total de douze questeurs. Pour le reste des huit questeurs, deux servent à la juridiction interne à la ville de Rome (les quaestores urbani). Enfin, les deux consuls et l'empereur se voient assignés deux questeurs chacun.

#### Édiles
Sous Auguste, le contrôle du ravitaillement en grain est transféré des édiles à un conseil spécial. Ensuite, ils perdent leurs derniers pouvoirs, notamment celui de maintenir l'ordre dans la ville, ce qui rend cette magistrature vide de pouvoir, et elle disparaît vers le milieu du IIIe siècle.

#### Magistratures abolies
Marc Antoine abolit les magistratures extraordinaires de dictateur et de maître de cavalerie durant son consulat de 44 av. J.-C. La magistrature d’interrex est aussi supprimée pendant la transition de la République à l'Empire. La censure disparaît définitivement après le règne de l'empereur Claude.

## Magistrats de l'exécutif du Bas-Empire
Les magistratures de l'exécutif n'ont guère plus de pouvoirs que les charges municipales après que Dioclétien est devenu empereur. Ses réformes ne font que graver ce qui s'effectue déjà. Les consuls ne peuvent que présider le Sénat. Les préteurs et les questeurs ne peuvent qu'organiser des jeux publics. Le préteur garde malgré tout quelque autorité judiciaire limitée. Les autres magistratures disparaissent.
Les deux premiers consuls d'une année, les consules ordinarii, sont nommés par l'empereur. La fin du mandat des consules ordinarii est alors le 21 avril. Tous les autres consuls d'une année (ayant moins de prestiges, les consules suffecti), sont élus par le Sénat, qui élit aussi les préteurs et les questeurs. Cependant, l'approbation de l'empereur est nécessaire pour que l'élection soit certifiée.

#### Sources antiques
- Tite-Live (trad. Désiré Nisard), Histoire Romaine, Paris, 1864 (lire en ligne)
- Cicéron (trad. Abel-François Villemain), De la République, Paris, 1864 (lire en ligne)
- Polybe (trad. Fustel de Coulanges), Histoire générale, Amiens, 1858 (lire en ligne)

#### Sources modernes utilisées
- (en) Frank Frost Abbott, A History and Description of Roman Political Institutions, Elibron Classics, 1901 (ISBN 0543927490).
- (en) Robert Byrd, The Senate of the Roman Republic, (en) Lightning Source, 1995 (ISBN 0898753937).
- (en) Andrew Lintott, The Constitution of the Roman Republic, Oxford University Press, 1999 (ISBN 0199261083).

#### Autres ouvrages francophones
- Mireille Cébeillac-Gervasoni, Alain Chauvot et Jean-Pierre Martin, Histoire romaine, Paris, Armand Colin, 2006 (ISBN 2200265875)
- Élisabeth Deniaux, Rome, de la Cité-État à l'Empire, Institutions et vie politique, Paris, Hachette, 2001, 256 p. (ISBN 2-01-017028-8)
- Claude Nicolet, Rome et la conquête du monde méditerranéen 264–27 av. J.-C., Paris, PUF, coll. « Nouvelle Clio, l'Histoire et ses problèmes », 2001, 10e éd. (1re éd. 1979), 462 p. (ISBN 2-13-051964-4)
- Theodor Mommsen (trad. Paul Frédéric Girard), Le droit public romain, Paris, 1871-1892 (lire en ligne)
- Theodor Mommsen (trad. Charles Alfred Alexandre), Histoire de la Rome antique, Paris, 1863-1872 (lire en ligne)
- Montesquieu, Considérations sur les causes de la grandeur des Romains et de leur décadence, 1734 (lire en ligne)
- Jean-Michel David, Au service de l'honneur. Les appariteurs de magistrats romains, Les Belles Lettres, 2019

#### Autres ouvrages anglophones
- (en) Averil Cameron, The Later Roman Empire, Harvard University Press, 2007 (ISBN 978-0674511941).
- (en) Crawford, Michael (en), The Roman Republic, Harvard University Press, 2006 (ISBN 978-0674779273).
- (en) Erich S. Gruen, The Last Generation of the Roman Republic, Université de Californie, 1995 (ISBN 978-0520201538).
- (en) Tom Holland (auteur), Rubicon : The Last Years of the Roman Republic, Random House, 2005 (ISBN 1400078970).
- (en) Wilhelm Ihne, Researches Into the History of the Roman Constitution, BiblioLife, 2008 (ISBN 978-0554716763).
- (en) Fergus Millar, The Emperor in the Roman World, Université Cornell, 1992 (ISBN 978-0801480492).
- (en) Lily Ross Taylor, Roman Voting Assemblies : From the Hannibalic War to the Dictatorship of Caesar, Université du Michigan, 1966 (ISBN 047208125X).
- (en) Ambrose Tighe (en), The Development of the Roman Constitution, New York, D. Appleton & Co.(en), 1886 (ISBN 047208125X, OCLC 1861347).
- (en) Kurt Von Fritz, The Theory of the Mixed Constitution in Antiquity, New York, Université Columbia, 1975 (ISBN 978-0405070822).